# Тамискдон
Тамискдон (осет. Тæмисчъы дон) — река в России, протекает в Республике Северная Осетия-Алания. Устье реки находится в 36 км по левому берегу реки Ардон. Длина реки составляет 13 км, площадь водосборного бассейна 51,7 км².
Около устья река протекает через Тамиск.

## Данные водного реестра
По данным государственного водного реестра России относится к Западно-Каспийскому бассейновому округу, водохозяйственный участок реки — Ардон, речной подбассейн реки — подбассейн отсутствует. Речной бассейн реки — реки бассейна Каспийского моря междуречья Терека и Волги.
Код объекта в государственном водном реестре — 07020000112108200003283.